# Смбатаберд
Смбатаберд (вірм. Սմբատաբերդ, від Смбат — принц Сюніка та берд — фортеця) — фортеця, що розташована між селами Артабуйнк та Єхегіс у марзі (області) Вайоц-Дзор, Республіка Вірменія.

## Опис
Смбатаберд був побудований в дуже вигідному положенні на південному краю хребта, що охороняється крутими скелями з трьох його сторін. Дуже великі вали з баштами, все ще відносно недоторканими на зовнішності. У межах фортеці мало що залишилося, за винятком слабких фундаментів будівель поруч з фортечними стінами і донжон, розташований у найвищій точці ділянки.

## Історія
Цілком імовірно, що Смбатаберд було засновано під час п'ятого століття, але надійніше, і сильно укріплений з 9 по 10 ст.
Фортеця одержала воду з підземної труби, що веде з глини монастиру Цахкац кар (квітучій камінь). Місцева легенда свідчить, що Смбатаберд був захоплений турками-сельджуками же чином, як фортеця Прошаберд, де спрага коня була використана для винюхувати трубопроводу, з тим щоб скоротити подачу води у фортецю.
Через дати, пов'язані із знищенням Цахкац кара та її подальшого відновлення в 1221 році, а також знищення села Єхегіс наприкінці 11 ст., можна припустити, що фортеця теж припала окупаційним силам в 11 столітті. Існують деякі свідчення, що, фортеця захищалася до 13 ст., що означає, що вона можливо впала від монгольських загарбників, а не сельджуцьких турків.